# Chino shanghainés
El shanghainés (上海闲话, zaon-he ghe-gho), a veces referido como lengua hu (沪语, wu-gniu), es un dialecto del chino wu hablado en la ciudad de Shanghái (Zaon⁶he⁵ⓘ) y alrededores. El número total de hablantes de wu es de cerca de 80 millones, por lo que es la segunda lengua más hablada en China después del mandarín. 
Al igual que otros dialectos wu, el shanghainés no es mutuamente inteligible con otros dialectos chinos, tales como el mandarín estándar. El shanghainés es el dialecto representativo del norte de Wu; contiene vocabulario y expresiones de toda el área del norte de Wu (sur de Jiangsu, norte de Zhejiang).
Con cerca de 14 millones de hablantes, el shanghainés es también la forma coherente más simple del chino wu. En fuentes occidentales, el término «shanghainés» se refiere a menudo a todos los dialectos wu y no específicamente al dialecto wu hablado en Shanghái.

## Frases
| Traducción               | En alfabeto latino      | AFI                    |
| ------------------------ | ----------------------- | ---------------------- |
| shanghainés              | Zânhe rérau             | zɑ̃.he̞ ɦe̞.ɦʊ            |
| buenos días              | nón hô                  | noŋ hɔ                 |
| adiós                    | tzêwe                   | t͡se̞.ɦwe̞                |
| por favor                | chîn                    | t͡ɕʰiɲ                  |
| Gracias                  | jâja                    | ʑja.ɦja o ʑja.ʑja      |
| perdón                   | têveqchi                | te̞.vəʔ.t͡ɕʰi            |
| este                     | êtzaq                   | ˈɛtsɐʔ                 |
| aquí                     | êtaq                    | ˈɛtɐʔ                  |
| allí                     | êmitaq                  | ˈɛmitɐʔ                |
| aquí                     | géqtaq                  | gɐˑtɐʔ                 |
| dónde                    | râlitaq, sâdifán        | a̤ɺitɐʔ, sadifɑ̃         |
| cual/cual                | râlitzaq                | a̤ɺitsɐʔ                |
| qué                      | sâ                      | sa                     |
| quién                    | sâgnin                  | sa ɲin                 |
| cuándo                   | sâzenkuan               | sazənkuɑ̃               |
| cómo                     | nânen, nâna, nânenka    | nanən, nana, nanənka   |
| cuánto                   | Cîdi?                   | ʧidi                   |
| Sí                       | ê                       | ˈɛ                     |
| No                       | véqzy, mmeq, vio        | vəˑz1, m̩məʔ, viɔ       |
| en casa                  | Óqlixian                | oˑɺiʃɑ̃                 |
| ¿Dónde está el baño?     | Tsŷsuke leqla ralitaq?  | tsʰ1sɯkɛ ɺɐˑɺɐʔ a̤ɺitɐʔ |
| No sé                    | Ngû veq-xiôteq.         | ŋɯ vəˑʃɔtə;ʔ           |
| Inglés                   | Ínven                   | ˈinvən                 |
| ¿Sabes hablar en inglés? | Nón Ínven wêteq kân vá? | nɔ̃ ˈinvən wɛtəʔ kãː va |
| Te quiero                | Ngû ê-nón.              | ŋɯ ɛː nɔ̃               |
| Te adoro                 | Ngû êmoq-nón.           | ŋɯ̤ ɛmoʔ nɔ̃             |
| Yo también te quiero     | Ngû êmoq sáq nón!       | ŋɯ ɛmoˑsɐʔ nɔ̃          |
| Te quiero mucho          | Ngû lô hueúxi nón req!  | ŋɯ ɺɔː ˈhɯøʃi nɔ̃ ɦəʔ   |

## Fonología
El método fonético latino del shanghainés (en chino 吳語拉丁式注音法), es un sistema de latinización de la lengua shanghainesa.
El primer método informático para la escritura shanghainesa se realizó en 2003 sobre la base de este método.

### Ataque silábico
Las consonantes que pueden aparecer en posición de ataque silábico son:
| Latinización shanghainés | Ejemplo        | IPA        | Explicación                                                                                               |
| ------------------------ | -------------- | ---------- | --- |
| b                        | 跑步bobû       | [b]        | b, como bebé.                                                                                             |
| p                        | 宝贝pôpê       | [p]        | p no aspirada, como papá.                                                                                 |
| ph                       | 乒乓phinphan   | [pʰ]       | p aspirada, como p en inglés.                                                                             |
| v                        | 文物venveq     | [v]        | v, como v en francés o en inglés.                                                                         |
| f                        | 方法fanfaq     | [f]        | f, como falsa.                                                                                            |
| vh                       | 朆vhen         | [ʔʋ]       | entre v y f.                                                                                              |
| m                        | 眉毛mimo       | [m]        | m, como mamá.                                                                                             |
| mh                       | 猫咪mhomhi     | [ʔm]       | m sorda.                                                                                                  |
| d                        | 电台dîde       | [d]        | d, como dedo.                                                                                             |
| t                        | 搭档taqtân     | [t]        | t no aspirada, como tú.                                                                                   |
| th                       | 探讨theûthô    | [tʰ]       | t aspirada, como t en inglés.                                                                             |
| l                        | 轮流lenlioe    | [l]        | l, como el.                                                                                               |
| lh                       | 拎lhin         | [ʔl]       | l sorda.                                                                                                  |
| n                        | 农奴nonnu      | [n]        | n, como luna.                                                                                             |
| nh                       | 囡囡nheu'nheu  | [ʔn]       | n sorda.                                                                                                  |
| g                        | 戆gân          | [g]        | g, como gato.                                                                                             |
| k                        | 尴尬kekâ       | [k]        | k no aspirada, como kaki.                                                                                 |
| kh                       | 慷慨khânkhê    | [kʰ]       | k aspirada, como k en inglés.                                                                             |
| h                        | 好汉hôheû      | [h]        | h aspirada, como h en inglés.                                                                             |
| r                        | 闲话reraû      | [ɦ]        | r es la h sonora del checo.                                                                               |
| ng                       | 额外ngaqngâ    | [ŋ]        | la n velar.                                                                                               |
| nk                       | 吘kn           | [ʔŋ]       | ng sorda.                                                                                                 |
| dj                       | 棋局djidjioq   | [ʤ]        | como la y en ayer (no de la variedad platense).                                                           |
| c                        | 坚决ciciuq     | [ʧ]        | como la ch.                                                                                               |
| ch                       | 氢气chinchî    | [ʧʰ]       | ch aspirada, como ch en inglés.                                                                           |
| x                        | 兴许xinxiû     | [ʃ]        | como x en portugués, sh en inglés.                                                                        |
| j                        | 团音“谢谢”jâjâ | [ʒ]        | j, como j en francés y en portugués.                                                                      |
| gn                       | 牛肉gnioegnioq | [ɲ]        | gn, como ñ.                                                                                               |
| kn                       | 孃孃knianknian | [ʔɲ]       | ñ sorda.                                                                                                  |
| dz                       | 旧读“茶”       | [dz]       | como dz en inglés y en francés.                                                                           |
| tz                       | 周转tzoetzeu   | [ts]       | ts no aspirada, como Yangtzé, Shih tzu.                                                                   |
| ts                       | 猜测tsetseq    | [tsʰ]      | ts aspirada, como ts en inglés.                                                                           |
| z                        | 时常zyzan      | [dz]       | como d más z en inglés y en francés.                                                                      |
| s                        | 山水sesŷ       | [s]        | s, como si.                                                                                               |
| zh                       |                | [ʔz]       | entre z y s.                                                                                              |
| w                        | 黄河wanwu      | [w]        | w. |
| y                        | 洋油yanyoe     | [j] ou [ɥ] | y sonora ( solo si está seguida de « s » y « z »).                                                        |
| '                        | 鸳鸯ieu'ian    | [ʔ]        | «'» es utilizado para separar dos sílabas. Ejemplo: don'i=don+i, ≠ do+ni. lô'ngâ=lô+ ngâ, lôngâ = lôn+gâ. |

### Rima silábica
Los fonemas que pueden aparecer en posición de rima silábica son:
| latinización shanghainés | Ejemplo          | IPA         | Explicación                                                                              |
| ------------------------ | ---------------- | ----------- | ---------------------------------------------------------------------------------------- |
| a                        | 大家dâka         | [ɑ]         | a como mamá.                                                                             |
| o                        | 操劳tsolo        | [ɔ]         | o como corazón.                                                                          |
| e                        | 再会tzewe        | [ɛ]         | e como ella, excepto en las sílabas cerradas que es una schwa.                           |
| i                        | 飞机fici         | [i]         | i como italiano.                                                                         |
| u                        | 糊涂wudu         | [ɯ]         | u como luna.                                                                             |
| iu(ü)                    | 须臾siuyu        | [y]         | u en francés, ü en alemán.                                                               |
| eu                       | 转换tzeuweû      | [ø]         | como eu en francés , ejemplo : bleu, banlieue.                                           |
| oe                       | 欧州oetzoe       | [ɘ⁻]ou [ɤ⁺] | oe se parece a la oe en francés, ejemplo œil, o se parece a la oe en inglés, ejemplo hœ. |
| -y                       | 支持 tzy(d)zy    | [z̩], [ɿ]    | -y seguida de « s » y « z », se parece a la z.                                           |
| au / oo                  | 麻花 mauhau      | [ʊ]ou [o]   | entre o y u.                                                                             |
| -n                       | consonante final | [~]ou [ɲ]   | como -n en español.                                                                      |
| -q                       | consonant final  | [ʔ]         | oclusiva glotal, indica las vocales cortas.                                              |
| -l                       | consonant final  | [ɫ]         | l velar.                                                                                 |
| an                       | 帮忙panman       | [Ã]         | an como alemán.                                                                          |
| on                       | 共同gôndon       | [ǫ̃]         | on como don.                                                                             |
| en                       | 根本kenpên       | [əɲ]        | como en en alemán.                                                                       |
| in                       | 辛勤sindjin      | [iɪɲ]       | en como lengua.                                                                          |
| iun(ün)                  | 均匀ciunyun      | [yɪɲ]       | como ün en alemán.                                                                       |
| aq                       | 邋遢laqthaq      | [Aʔ]        | aq es a corta.                                                                           |
| oq                       | 龌龊oqtsoq       | [ǫʔ]        | oq es o corta.                                                                           |
| eq                       | 合适reqseq       | [əʔ]        | eq es e corta.                                                                           |
| iq                       | 吃力chiqliq      | [iɪʔ]       | iq es i corta.                                                                           |
| iuq(üq)                  | 缺血chiuqxiuq    | [yɪʔ]       | iuq es iu corta.                                                                         |
| el                       | 而êl             | [əɫ]        | schwa + l velar.                                                                         |

### Tonos
Los tonos se indican mediante diferentes convenciones ortográficas:
- 1: sin indicación : tono normal.
- 2: indicación ^ : tono largo.
- 3: indicación -q : tono corto.

## Clasificación
El shanghainés se habla en Shanghai y también en partes del este de Nantong  y constituye una subrama de la rama  del norte  (taihu) del chino wu . Algunos lingüistas agrupan el shanghainés con variedades cercanas, como el huzhounés y el suzhounés, que tienen entre un 29% y un 30% de similitud léxica con el mandarín estándar,  en una rama conocida como su-hu-jia (蘇滬嘉小片), debido a que comparten muchas similitudes fonológicas, léxicas y gramaticales. Las variedades más nuevas de shanghainés, sin embargo, están muy influenciadas por el chino estándar, así como por el cantonés y otras variedades, lo que hace que los idiolectos shanghaineses hablados por los jóvenes de la ciudad sean diferentes de los hablados por la población mayor. Además, la práctica de insertar mandarín en las conversaciones shanghainesas es muy común, al menos entre los jóvenes.  Como la mayoría de las subdivisiones del chino, es más fácil para un hablante local entender mandarín que para un hablante de mandarín entender el idioma local. También es de destacar que el shanghainés, al igual que otras lenguas wu del norte, no es mutuamente inteligible con las lenguas wu del sur como el taizhounés y el  wenzhounés.

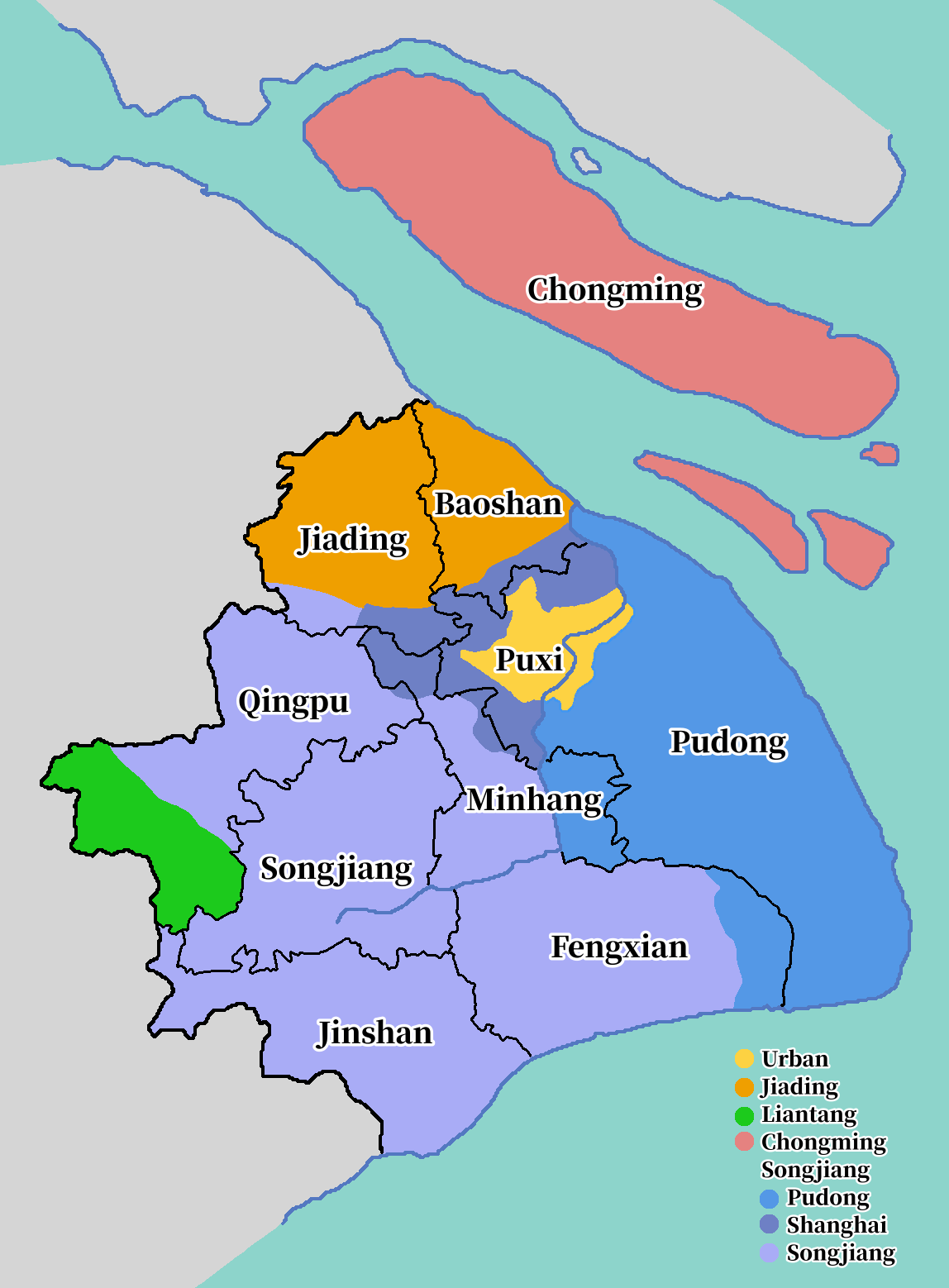
Mapa de las subdivisiones

El shanghainés se puede subdividir aún más en los siguientes acentos:  
- Rama urbana (市區片) – a lo que tiende a referirse como "shanghainés". Ocupa el centro de la ciudad de Shanghai, generalmente en la orilla occidental del río Huangpu. Este acento se puede subdividir en antiguo, medio y nuevo, así como uno aún más nuevo emergente.

Los siguientes a menudo se conocen colectivamente como bendihua (本地話, shanghainés: 本地閒話 pen-di ghe-gho ):
- Jiading (嘉定片) – hablado en la mayor parte de Jiading y Baoshan.
- Liantang (練塘片) – hablado en los extremos suroeste de Qingpu.
- Chongming (崇明片) o shadi (沙地片) – hablado en las islas de Hengsha, Changxing y Chongming, así como en partes orientales de Nantong.
- Songjiang (松江片) – hablado en todas las demás partes de Shanghai, que se pueden subdividir en las siguientes:

- Pudong (浦東小片) – hablado en todas las partes de la orilla este del río Huangpu, ocupando la mayor parte del distrito de Pudong.
- Shanghai (上海小片) – hablado en el resto de zonas periféricas del centro de la ciudad, concretamente en el sur de Jiading y Baoshan, así como en el norte de Minhang.
- Songjiang (松江小片) – hablado en el resto de Shanghai. Lle va el nombre del distrito Songjiang.

## Conflicto con el mandarín

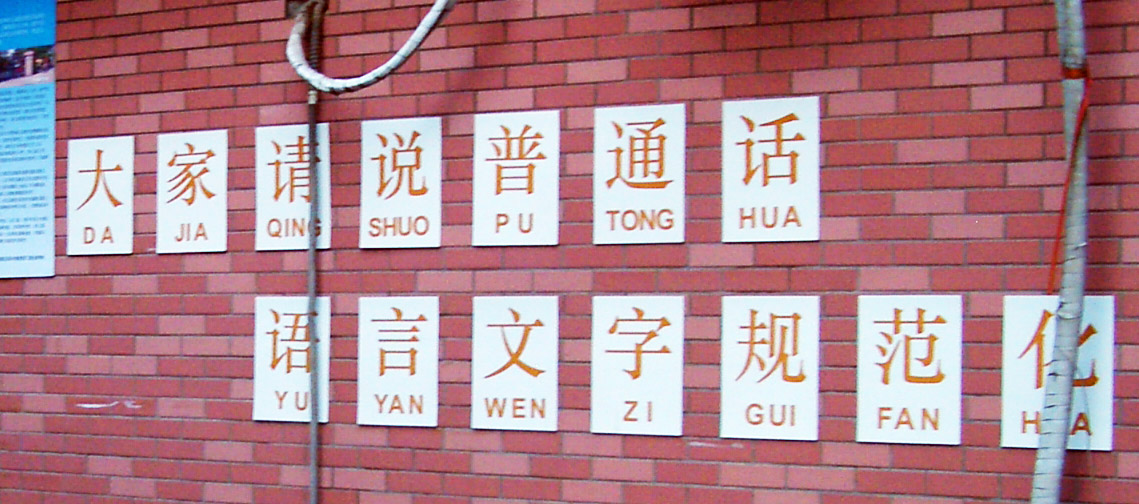
Texto en pinyin en Shanghái.

En general, no se fomenta el uso del shanghainés en las escuelas, periódicos y radios, a diferencia del mandarín.  Los carteles de las universidades de Shanghai recuerdan : “ Habla mandarín ! » Sin embargo, el shanghainés se escucha a menudo en la radio y, ocasionalmente, en la televisión, incluyendo algunas series recientes. Por lo tanto, se prefieren los subtítulos en mandarín al doblaje. En 2004, se prohibió la emisión de una versión shanghainesa de Tom y Jerry .
En agosto de 2005, las noticias indicaron que el shanghainés se enseñaría en las escuelas secundarias, lo que generó mucha controversia. Los partidarios de esta reforma argumentaron a favor del beneficio cultural, mientras que sus oponentes argumentaron que la reforma fomentaría la discriminación basada en el origen de los estudiantes: los shanghaineses tienen fama de tener un orgullo identitario exagerado y a veces altivo despreciando a los chinos de otras provincias.
En septembre de 2005, el gobierno municipal de Shanghai lanzó un programa para fomentar que se hable mandarín en Shanghai. Los trabajadores de las industrias de servicios deberán responder exclusivamente a los clientes en mandarín y realizar una prueba de dominio del mandarín en 2010. Aquellos que tengan un nivel bajo de mandarín o un acento demasiado pronunciado deberán realizar cursos de actualización.